# Abflusshöhe
Die Abflusshöhe, meistens mit hA abgekürzt, ist eine Wasserhaushaltsgröße und gibt den gesamten Wasser-Abfluss eines regionalen Einzugsgebietes innerhalb eines bestimmten Zeitintervalls an (z. B. eines Monats oder eines Quartals). Sie wird in mm/Zeiteinheit gemessen und ist in der DIN 4049 definiert.
Der Abfluss kann sowohl oberirdisch in Gewässern als auch unterirdisch als Grundwasser erfolgen.